# Abane
Abane (Avane), una de les diverses llengües anomenades baniwa, també coneguda com a Baniva Yavitero, era una llengua arawak de Veneçuela. Es creu que es va extingir a finals del segle xx, i només es testimonia en una breu llista de paraules de finals del segle xviii.

## Història
Es parlava principalment a la regió de l'Amazones a Veneçuela i al llarg de la frontera entre Veneçuela i Colòmbia i tenia dialectes anomenats quirruba i Baniva-Avani.
El llenguatge probablement va començar a deteriorar-se amb l'arribada dels jesuïtes a finals del segle xviii.
La llengua avana incloïa un nom col·loquial per referir-se als veïns indígenes maipures, "Metimetichini", que pot fer al·lusió amb humor a la naturalesa polisíl·laba de moltes paraules maipures i conté dos sons que no solen trobar-se a l'abane. El llenguatge també comparteix algunes paraules amb altres de la mateixa família, inclosos maipure i guipunave, però és clarament fonèticament diferent.

## Fonètica
L'abane es caracteritza fonèticament en comparació amb el maipure, mostrant algunes grans diferències. L'abane utilitza l'oclusiva dental /[d]/, que no es veu en maipure però és originària de yavitero i baniwa. Utilitza la fricativa glotal /[h]/ (/[x]/) abans /[i]/ i/o /[a]/, on el maipure udstis /[t]/, /[k]/, i /[j]/. També a diferència del maipure, els diftongs abane /[ai]/ i /[au]/ no semblen contraure's en síl·labes tòniques. L'etnògraf Gilij va descriure la pronunciació sbane com a "grollera, gutural" en comparació amb la versió "suau i bella" del maipure.

## Morfologia
En morfologia, l'abane es veu a prop del maipure, ambdós utilitzen el sufix "morf buit" "-cà" per a certs verbs actius i principalment intransitius.